# Leonardo Pavoletti
Leonardo Pavoletti, född 26 november 1988, är en italiensk fotbollsspelare som spelar för Cagliari.

## Karriär
I januari 2017 värvades Pavoletti av Napoli från Genoa. Den 30 augusti 2017 lånades Pavoletti ut till Cagliari på ett låneavtal över säsongen 2017/2018 som därefter omvandlades till en permanent övergång.